# The Jackson 5 First National Tour
Tournées par Jackson 5
The Jackson 5 Second National Tour
(1971)
The Jackson 5 First National Tour est la première tournée du groupe The Jackson 5 qui donna une série de quatorze concerts aux États-Unis.
Après des apparitions en 1969 à la télévision avec Diana Ross & The Supremes au Forum près de Los Angeles et avec Yvonne Fair à Gary, dans l'Indiana, la tournée débuta à Philadelphie le 2 mai 1970 et se termina le 30 décembre 1970 à Jacksonville. 
Lors du concert ayant eu lieu à Daly City, Jerry Butler et Rare Earth ont participé à l'événement (Ike and Tina Turner devaient y être mais Tina Turner a dû se retirer à la dernière minute pour cause de maladie).
Dans son livre (You are not alone : le vrai Michael dans les yeux de son frère), Jermaine Jackson a révélé les coulisses de leur premier concert : « Avant d’arriver à Philadelphie, nous n’étions pas conscients de notre popularité. Évidemment, il y avait tous ces records de vente, ces articles de journaux, les sacs de courriers des fans, et nous étions le premier groupe d’enfants à avoir vendu plus d’un million de disques. Mais jusque là, rien de très concret pour nous, car nous étions cachés, confinés dans notre cocon chez Motown, dans les studios d’enregistrement aux murs sans fenêtres et dans les limousines, qui nous ramenaient à la maison, tard le soir, à moitié endormis. Dans les studios de télévision, nous ne recevions que des applaudissements feutrés. A l’école, rien ne laissait présager la folie à venir. (….) C’est seulement quand nous sommes montés sur scène ce jour-là que la réalité Motown (…) nous a frappés en plein fouet. ».

## Contexte
Afin de promouvoir le concert, Motown avait fait publier une annonce dans le journal local précisant non seulement la date du concert mais également l’heure d'arrivée du groupe à l’aéroport international de Philadelphie le 1er mai, ainsi que leur numéro de vol, provoquant une émeute au moment de leur atterrissage : 3 500 fans en délire ont envahi l’aéroport afin d’apercevoir les frères qui ont du être évacués rapidement en limousine. Motown avait aussi fait envoyer une équipe pour filmer leur arrivée à l’aéroport, le concert et a également filmé les répétitions du concert sous la direction de Suzanne De Passe. Pendant le concert, les scènes d’hystérie se répètent dans le public. À plusieurs reprises, la centaine d’officiers de police présente est obligée de repousser les adolescentes qui essaient d’envahir la scène. Le show est même arrêté lorsque le groupe entame leur titre à succès I Want You Back afin de faire revenir le calme. Michael et ses frères seront ainsi obligés de regagner leur hôtel escortés de motos de police, devant le chahut régnant à la fin du concert.
« Michael était mort de peur, nous autres, on était plutôt impressionnés, mais Mike, lui, il était vraiment terrorisé. « Je ne sais pas si je pourrai faire ça pour toujours », a-t-il dit. « Peut être un petit moment mais pas pour toujours » », révèle Jermaine Jackson dans l'ouvrage Michael Jackson de J. Randy Taraborrelli.

## Fait divers
- Les Jackson 5 se sont produits au Forum d'Inglewood (près de Los Angeles) devant plus de 18 000 personnes. Les filles prennent d'assaut la scène et le concert est arrêté jusqu'à ce qu'elles soient escortées.

Dans une interview, Michael Jackson a raconté la tournée à Soul Magazine : « À San Francisco (Daly City) et à Los Angeles (Inglewood), c'était comme si les murs allaient s'effondrer, avec ces centaines de filles qui arrivaient sur scène toutes ensembles ; mais nous devons aussi nous attendre à partir vite, donc nous sommes prêts à tout arrêter et courir. Jermaine a abandonné sa guitare et est parti en courant en fin de concert au Forum On peut toujours obtenir une nouvelle guitare pour lui, mais ce sera difficile à remplacer. C'est vraiment dommage, car nous ne pouvons pas finir le spectacle de la manière dont on l'a répété. À chaque fois, nous devons partir de scène en courant, et nous ne pouvons même pas remercier le public de la manière dont nous souhaiterions réellement. On doit partir en courant. ».
- Le concert ayant eu lieu au Madison Square Garden à New York a été joué à guichets fermés.
- Les Jackson 5 se sont produits au Olympia Stadium à Détroit le jour même où I'll Be There a occupé la première place dans les charts pop. Les Jackson 5 deviennent ainsi le premier groupe à avoir quatre singles consécutifs n°1[4].
- Certaines chansons issues du programme proviennent des albums Diana Ross Presents The Jackson 5, ABC et Third Album. Le groupe chanté des chansons qui n'avaient pas été enregistrées en studio, telle que Hum a Song (From Your Heart), ou d'autres que le groupe a enregistré mais qui ne sont pas sorties, comme Feelin' Alright ?[5].
- Le groupe a souvent interprété des chansons autres que celles issues du programme. Par exemple, lors du concert à Jacksonville, ils ont joué Darling Dear et JI Want to Take You Higher. Les cinq premières chansons jouées lors des concerts ont toujours été les mêmes, comme indiqué ci-dessous, avec en final Walk On et The Love You Save, sauf lors des trois premiers concerts à Philadelphie, Daly City et Inglewood.

## Programme
1. Stand!
2. I Want You Back
3. ABC
4. Feelin' Alright?
5. Who's Lovin' You
6. I'll Be There
7. Mama's Pearl
8. Zip-a-Dee-Doo-Dah
9. Yesterday
10. Can You Remember
11. There Was a Time
12. It's Your Thing
13. I Found That Girl
14. Thank You (Falettinme Be Mice Elf Agin)
15. Walk On (Reproduction instrumentale de Walk On By)
16. The Love You Save

## Liste des concerts
| #  | Date             | Ville        | Pays       | Lieu                             |
| -- | ---------------- | ------------ | ---------- | -------------------------------- |
| 1  | 2 mai 1970       | Philadelphie | États-Unis | Spectrum                         |
| 2  | 19 juin 1970     | Daly City    | États-Unis | Cow Palace                       |
| 3  | 20 juin 1970     | Inglewood    | États-Unis | The Forum                        |
| 4  | 9 octobre 1970   | Boston       | États-Unis | Boston Garden                    |
| 5  | 10 octobre 1970  | Cincinnati   | États-Unis | Cincinnati Gardens               |
| 6  | 11 octobre 1970  | Memphis      | États-Unis | Mid-South Coliseum               |
| 7  | 16 octobre 1970  | New York     | États-Unis | Madison Square Garden            |
| 8  | 17 octobre 1970  | Détroit      | États-Unis | Olympia Stadium                  |
| 9  | 18 octobre 1970  | Chicago      | États-Unis | International Amphitheatre       |
| 10 | 28 novembre 1970 | Rochester    | États-Unis | Rochester Community War Memorial |
| 11 | 27 décembre 1970 | Charlotte    | États-Unis | Charlotte Coliseum               |
| 12 | 28 décembre 1970 | Greensboro   | États-Unis | Greensboro Coliseum              |
| 13 | 29 décembre 1970 | Nashville    | États-Unis | Nashville Municipal              |
| 14 | 30 décembre 1970 | Jacksonville | États-Unis | Jacksonville Veterans            |

## Équipe musicale

### Artistes principaux
- Michael Jackson : chanteur, danseur
- Jackie Jackson : chanteur, danseur, percussionniste
- Tito Jackson : chanteur, danseur, guitariste
- Jermaine Jackson : chanteur, bassiste
- Marlon Jackson : chanteur, danseur, percussionniste
- Johnny Jackson : batterie
- Ronnie Rancifer : claviste